# Kleszewo (gromada)
Kleszewo – dawna gromada, czyli najmniejsza jednostka podziału terytorialnego Polskiej Rzeczypospolitej Ludowej w latach 1954–1972.
Gromady, z gromadzkimi radami narodowymi (GRN) jako organami władzy najniższego stopnia na wsi, funkcjonowały od reformy reorganizującej administrację wiejską przeprowadzonej jesienią 1954 do momentu ich zniesienia z dniem 1 stycznia 1973, tym samym wypierając organizację gminną w latach 1954–1972.
Gromadę Kleszewo siedzibą GRN w mieście Pułtusku (nie wchodzącym w jej skład) utworzono 31 grudnia 1959 w powiecie pułtuskim w woj. warszawskim w związku z przeniesieniem siedziby GRN gromady Przemiarowo z Przemiarowa do Pułtuska i zmianą nazwy jednostki na gromada Kleszewo; równocześnie do nowo utworzonej gromady Kleszewo włączono obszary zniesionych gromad Chmielewo k/Pułtuska i Płocochowo (bez wsi Bulkowo Nowe i Łachoń), a także wsie Pawłówek i Ponikiew ze znoszonej gromady Psary, wieś Szygówek ze znoszonej gromady Zambski Kościelne oraz wieś Grabówiec ze znoszonej gromady Borsuki Nowe w tymże powiecie.
Wyżej wymieniona (wykreślona) zmiana nazwy gromady Przemiarowo na gromada Kleszewo z siedzibą w Pułtusku (z wtórującymi jej zmianami terytorialnymi) z mocą od 31 XII 1959 została jednakże retroaktywnie uchylona uchwałami z 25 lutego 1960 z mocą od 1 stycznia 1960, ostatecznie zmieniając nazwę gromady Przemiarowo na gromada Pułtusk z siedzibą w Pułtusku. W związku z tym, gromada o nazwie gromada Kleszewo funkcjonowała de facto w terminie od 31 grudnia 1959 do 25 lutego 1960, lecz już de iure nie.